# 防城鳝藤
防城鳝藤（学名：Anodendron fangchengense）为夹竹桃科鳝藤属的植物。分布在中国大陆的广西等地，多生长在山地密林中，目前尚未由人工引种栽培。